# Дон Дон
Дон Дон  (кит.: 董栋, 13 квітня 1989) — китайський стрибун на батуті, олімпійський чемпіон та медаліст.

## Виступи на Олімпіадах
| Олімпіада   | Дисципліна | Місце |
| ----------- | ---------- | ----- |
| Пекін 2008  | особисті   | 3     |
| Лондон 2012 | особисті   | 1     |
| Ріо 2016    | особисті   | 2     |